# Вертикальный лес
«Вертикальный лес» (итал. Bosco Verticale) — жилой комплекс из двух башен высотой 110 и 76 метров. Два небоскрёба сооружались в миланском районе Порта Нуова в 2009—2014 гг. Авторы проекта — итальянские архитекторы Стефано Боэри, Джанандреа Баррека (Gianandrea Barreca) и Джованни Ла Варра (Giovanni La Varra). Особенность проекта заключается в том, что на террасах, окружающих каждый из этажей, размещены зелёные насаждения: здесь высажены около 900 деревьев, 5000 кустарников и 11 тысяч травяных дорожек.

## Описание
Вертикальный лес увеличивает биологическое разнообразие. Это способствует формированию городской экосистемы, где различные виды растений создают вертикально направленную среду, которая может быть заселена птицами и насекомыми (с первоначальной оценкой в 1600 образцов птиц и бабочек). Таким образом, Bosco Verticale может послужить фактором для стихийного заселения флоры и фауны города.
Вертикальный лес помогает создать необходимый микроклимат и фильтровать мелкие частицы пыли, содержащиеся в городском воздухе. Разнообразие растений будет способствовать повышению уровня влажности, поглощению углекислого газа, производству кислорода, а также защите людей и зданий от солнечной радиации и шумового загрязнения.
Две башни Bosco Verticale были признаны лучшими небоскрёбами 2014 года, получив премию International Highrise Award, вручаемую каждые два года Музеем архитектуры во Франкфурте.